# Бєловол Георгій Микитович
Гео́ргій Мики́тович Бєлово́л (нар. 23 серпня 1905, залізнична станція Ново-Слов'янськ Ізюмського повіту Харківської губернії, тепер у складі міста Слов'янська Донецької області — ?) — український радянський державний діяч, голова Бердянського і Запорізького міськвиконкомів.

## Життєпис
Народився в родині залізничника. У 1914—1918 роках — учень Слов'янської залізничної школи. У лютому — грудні 1918 року — робітник Краматорського металургійного заводу на Донбасі. У 1919 — грудні 1922 року — учень Слов'янської залізничної семирічної школи. Одночасно у 1921—1922 роках працював у сільській раді.
У січні — вересні 1923 року — телеграфіст, оператор залізничної станції Слов'янськ. У вересні 1923 — вересні 1928 року — телеграфіст залізничної станції Червоний Лиман (село Микитівка). У 1925 році вступив до комсомолу.
У жовтні 1928 — червні 1931 року — студент експлуатаційного відділення Харківського інститут інженерів залізничного транспорту, здобув спеціальність інженера з експлуатації залізниць.
У червні 1931 — липні 1932 року — інженер, у липні — жовтні 1932 року — начальник експлуатації залізничного цеху Запорізького заводу «Дніпроспецсталь».
У листопаді 1932 — листопаді 1933 року — помічник начальника залізничного цеху з технічної частини Дніпробуду. У грудні 1933 — червні 1934 року — заступник начальника залізничного цеху Дніпрокомбінату в місті Запоріжжі.
У липні 1934 — лютому 1939 року — заступник начальника залізничного цеху, у лютому — листопаді 1939 року — старший інженер виробничо-розпорядчого відділу Запорізького металургійного заводу «Запоріжсталь».
У листопаді 1939 — лютому 1942 року — начальник залізничного цеху Запорізького заводу «Дніпроспецсталь».
Член ВКП(б) з червня 1940.
Під час німецько-радянської війни у жовтні 1941 року евакуйований до міста Сталінська на Кузбас. У лютому — березні 1942 року — інженер технічного відділу цеху залізничного транспорту Кузнецького металургійного комбінату імені Сталіна.
У березні — жовтні 1942 року — директор трамвайного тресту міста Сталінська Кемеровської області. У жовтні 1942 — вересні 1943 року — 1-й заступник голови виконавчого комітету Сталінської міської ради депутатів трудящих Кемеровської області.
У вересні — жовтні 1943 року — голова виконавчого комітету Осипенківської (Бердянської) міської ради депутатів трудящих Запорізької області.
15 жовтня 1943 — 18 січня 1949 року — заступник голови виконавчого комітету Запорізької міської ради депутатів трудящих.
18 січня 1949 — 29 грудня 1950 року — голова виконавчого комітету Запорізької міської ради депутатів трудящих. 
У березні 1951 — березні 1953 року — помічник директора, у березні — червні 1953 року — в.о. заступника головного інженера Запорізького алюмінієвого заводу.
У червні 1953 — лютому 1954 року — начальник цеху товарів широкого вжитку, у лютому 1954 — вересні 1955 року — начальник ліжкового цеху, у вересні 1955 — березні 1966 року — начальник цеху метизних виробів та товарів широкого вжитку Запорізького металургійного заводу «Запоріжсталь».
З березня 1966 року — на пенсії у місті Запоріжжі

## Нагороди
- медаль «За доблесну працю» (1946)
- медаль «За відбудову підприємств чорної металургії Півдня» (1948)